# Włodzimierz Lizoń
Włodzimierz Lizoń (ur. 5 maja 1894 w Krasiłowie, zm. 26 września 1939 pod Broszkami) – major kawalerii Wojska Polskiego, kawaler Orderu Virtuti Militari.

## Życiorys
Urodził się 5 maja 1894 w cukrowni Krasiłów, w ówczesnym powiecie starokonstantynowskim guberni wołyńskiej, w rodzinie Franciszka Ksawerego Andrzeja i Leontyny von Knigge. W 1913 ukończył szkołę realną w Kijowie, zdał maturę i rozpoczął studia na Wydziale Mechanicznym Kijowskiego Instytutu Politechnicznego.
1 czerwca 1915 wstąpił na prawach wolontariusza (ros. Вольноопределяющийся) do 12 biełgorodskiego pułku ułanów i walczył w jego szeregach w Małopolsce Wschodniej. Od 1 października 1915 do 30 września 1916 uczył się w Szkole Kawalerii w Jelizawietgradzie. Od 18 października 1916 jako podporucznik walczył w szeregach 12 biełgorodskiego pułku ułanów w Rumunii i na Bukowinie. 1 stycznia 1918 przeszedł do I Korpusu Polskiego w Rosji i został przydzielony do 4. szwadronu 3 pułku ułanów. Po rozwiązaniu korpusu (21 maja 1918) przebywał na Ukrainie.
1 stycznia 1919 przyjechał do Warszawy, gdzie zgłosił się w 3 pułku ułanów i został przydzielony do 6. szwadronu. Od marca 1919 walczył na wojnie z bolszewikami. 16 lipca 1920 został wezwany do Warszawy i przydzielony do formującego się ochotniczego 203 pułku ułanów (późniejszego 27 pułku ułanów). 29 lipca objął dowództwo 1. szwadronu. 12 sierpnia 1920 pod stacją kolejową Świercze został ranny. Wyróżnił się 29 września 1920, dowodząc I dywizjonem pułku, złożonym z 1 i 2. szwadronu, podczas zdobycia miasteczka Bereźne. 27 października 1920 dowódca pułku rotmistrz Adam Zakrzewski we wniosku na odznaczenie rotmistrza Lizonia Orderem Virtuti Militari napisał: „(...) poszedł na czele dywizjonu w sile 90 szabel pod miasteczko Bereźne i wiedząc, że jest ono zajęte przez 400 bagnetów piechoty bolszewickiej, krótkim i brawurowym uderzeniem zaatakował i zdobył miasto, zadając duże straty nieprzyjacielowi, biorąc jeńców i zdobycz wojenną”.
Po zakończeniu działań wojennych pozostał w wojsku jako oficer zawodowy i przez kolejnych 9 lat kontynuował służbę w 27 pułku ułanów w Nieświeżu. 3 maja 1922 został zweryfikowany w stopniu rotmistrza ze starszeństwem od 1 czerwca 1919 i 204. lokatą w korpusie oficerów jazdy (od 1924 – kawalerii). Z dniem 1 grudnia 1924 został odkomenderowany na kurs doszkolenia w Centralnej Szkole Kawalerii w Grudziądzu. 12 kwietnia 1927 prezydent RP nadał mu stopień majora z dniem 1 stycznia 1927 i 39. lokatą w korpusie oficerów kawalerii. W kwietniu 1928 został wyznaczony na stanowisko dowódcy szwadronu zapasowego 27 pułku w Baranowiczach. W lipcu 1929 został przeniesiony do 26 pułku ułanów w Baranowiczach na stanowisko kwatermistrza. Obowiązków kwatermistrza nie objął, ponieważ złożył prośbę o skierowanie do komisji lekarskiej. Pozostawał w ewidencji 26 pułku do czasu przeniesienia w stan spoczynku, co nastąpiło z dniem 31 października 1930.
W międzyczasie (27 listopada 1929) Wojskowy Sąd Okręgowy Nr IX w Brześciu uznał majora Lizonia winnym tego, że „w lutym 1927 jako dowódca 4 szw. 27 puł. mając do swojej dyspozycji gotówkę uzyskaną ze sprzedaży nawozu z oszczędności przy zakupie paszy itp. przeznaczoną na opędzenie potrzeb szwadronu, z pieniędzy tych podjął kwotę 500 zł i zużył ją na własne potrzeby, przez co dopuścił się występku sprzeniewierzenia z art. 121 cz. I kkw z cech. art. 574 cz. I kk 03” i za ten czyn skazał go na karę pięciu miesięcy więzienia i wydalenie z korpusu oficerskiego. Najwyższy Sąd Wojskowy wyrokiem z 18 czerwca 1930 uwzględnił częściowo zażalenie majora Lizonia, uznał go winnym popełnienia występku przywłaszczenia z art. 121 cz. I kkw z cech. z art. 574 cz. I i III kk O3 i skazał na karę sześciu tygodni więzienia. Na złagodzenie kary przez NSW miał wpływ fakt, że oskarżony w 1929, po wszczęciu śledztwa, lecz przed ogłoszeniem wyroku dobrowolnie zwrócił kwotę 500 zł. 29 lipca 1931 Sąd Honorowy dla oficerów sztabowych przy Dowództwie Okręgu Korpusu Nr IX skazał go na karę nagany.
W 1934, jako oficer stanu spoczynku pozostawał w ewidencji Powiatowej Komendy Uzupełnień Baranowicze. Posiadał przydział do Oficerskiej Kadry Okręgowej Nr IX. Był wówczas „przewidziany do użycia w czasie wojny”. Mieszkał w majątku Wierzby, w gminie Snów powiatu nieświeskiego (poczta Swojatycze). W czerwcu 1938 pełnił społecznie funkcję komendanta szwadronu Przysposobienia Wojskowego Konnego „Krakusów” w powiecie nieświeskim i prezesa koła Związku Rezerwistów RP w Snowiu.
Prezydent RP, uwzględniając prośbę majora Lizonia, decyzją z 21 maja 1938 w drodze łaski darował mu skutki karno-sądowego skazania prawomocnym wyrokiem Wojskowego Sądu Okręgowego Nr IX z 27 listopada 1929, w związku z wyrokiem Najwyższego Sądu Wojskowego z 18 czerwca 1930, zarządziwszy zatarcie skazania.
W kampanii wrześniowej 1939 walczył na stanowisku komendanta Kwatery Głównej Nowogródzkiej Brygady Kawalerii. Poległ 26 września 1939 pod Broszkami. Jego symboliczny grób znajduje się na cmentarzu Powązkowskim w Warszawie (kwatera 154b, rząd 3, miejsce 16).
Był żonaty z Leokadią (ok. 1898–1956), dzieci nie miał.

## Ordery i odznaczenia
- Krzyż Srebrny Orderu Wojskowego Virtuti Militari nr 2836[1][35][36][37][38]
- Krzyż Walecznych czterokrotnie[39][40] (po raz pierwszy w zamian za amarantową wstążkę[41])
- Medal Pamiątkowy za Wojnę 1918–1921[39]
- Medal Dziesięciolecia Odzyskanej Niepodległości[39]
- Odznaka za Rany i Kontuzje z jedną gwiazdką[42]
- Medal Zwycięstwa[39]